# Queijo Minas
Il queijo Minas è un formaggio prodotto nel Minas Gerais, in Brasile. È a base di latte vaccino e ne esistono almeno due varianti: una meno stagionata (frescal) e una più stagionata (padrão). Viene anche consumato con la goiabada, una confettura brasiliana alla guava; tale combinazione prende il nome di Romeu e Julieta.
Tra i formaggi brasiliani più noti insieme al requeijão e il queijo coalho, il queijo Minas fa parte del patrimonio culturale immateriale dell'UNESCO.